# IC 4541
IC 4541 је спирална галаксија у сазвјежђу Рајска птица која се налази на листи објеката дубоког неба у Индекс каталогу.
Деклинација објекта је - 70° 35' 2" а ректасцензија 15h 29m 55,7s. Привидна величина (магнитуда) објекта IC 4541 износи 13,4 а фотографска магнитуда 14,2. IC 4541 је још познат и под ознакама ESO 68-6, IRAS 15249-7025, PGC 55252.